# 우산국
우산국(于山國)은 원삼국시대부터 고려시대 초기까지 현재의 경상북도 울릉군인 울릉도와 부속섬을 다스리던 나라다.

## 역사

### 역사서에 첫 등장
244년 왕기가 위궁을 토벌하러 옥저 동해안에 도착했고 노인에게 동해에 사람이 사느냐 물으니 바다 동쪽에 섬이 있고 사람이 살고 있으나 여자만 있고 해마다 칠월이 되면 소녀를 가려 뽑아서 바다에 빠뜨린다고 하였다. 그리고 섬에서 쓰는 언어가 옥저와 다르다고 설명한다.

### 대마도 왜국과 결혼동맹
구전되어 오는 설화 속에 우산국의 마지막 왕인 우해왕과 왕비 풍미녀에 관한 이야기가 나온다.

### 신라의 복속
고구려와 왜의 교역 항로에서 요충지였던 우산국을 신라 장군 이사부가 정벌할 때, 무력에 의한 항복보다는 교묘한 계책을 써서 항복을 받으려고 하는 계획을 세웠는데 나무 사자를 만들어 배에 나눠 싣고 우산국 해안에 이르러 "만일 항복하지 않으면 이 맹수를 놓아 모두 밟아 죽이겠다."라고 하자 512년 6월에 항복해 해마다 토산물을 공물로 바치기로 하였다. 이 시기는 신라가 북상하여 하슬라주를 설치하고 군주가 통치하는 시점으로, 이사부의 직함이 실직주 군주에서 하슬라주 군주로 바뀌고 하슬라주 군주 이사부가 우산국을 복속하게 된다.

#### 신라에서 통행 금지
7세기에 신라는 고구려와 백제가 왜로 가는 해상 항로를 장악하여 승려의 통행만을 허락하였다. 이로 인해 백제, 고구려, 왜국의 배가 자유롭게 신라 연안을 항해할 수 없게 되었다.

### 고려에 복속 그리고 여진족 해적의 침입과 멸망
930년 우산국은 백길(白吉), 토두(土豆)를 보내 토산물을 바치면서 복속을 원했고 태조는 두 명에게 관직을 내렸다.
1018년(현종 9년) 고려는 우산국이 동북여진의 침략을 받아 농사를 못하게 되자, 이원구(李元龜)를 보내 농기구를 보냈고 1019년(현종 10년) 여진족으로부터 도망쳐온 자들을 모두 돌아가게 했다. 1022년(현종 13년) 우산국 백성 중 여진족에게 노략질 당하여 망명온 자들을 예주에 거주하게 하고 호적에 편입되면서 멸망하였다.

## 같이 보기
- 쓰시마섬#고대
- 오키나와 슈리성